# جيمس جي. ماكينون
جيمس جي. ماكينون هو اقتصادي كندي، ولد في 4 يناير 1951.